# Munții Jura
Jura este un lanț muntos, de  înălțime mijlocie, în Europa de vest, extins pe direcția SV-NE, pe o lungime de peste 600 km și circa 80 km lățime, pe teritoriile Franței, Elveției și Germaniei și cuprinde : 
- Jura propriu-zisă (Franța și Elveția), situată între văile Isère și Aare, constituită din calcare jurasice, cu lungimea de circa 230 km; culmi paralele cu direcția SV-NE, cu latitudini mai mari spre SE. Altitudinea maxima este de 1.718 m (Crêt de la Neige). Carst dezvoltat. De aici izvorăsc râurile Ain și Doubs.
- Jura Suabă (Schwäbische Alb),  situată între cursul superior al Dunării (la SSE) și cel al Neckarului (la NNV) cu o altitudine maxima de 1.015 m (vârf Lemberg). Are o lungime de circa 200 km cu relief de podișuri calcaroase și dolomitice, mai înalte spre valea Neckarului.
- Jura Franconiană (Fränkische Alb), situată între văile Dunării (la sud) și Mainului (la nord), ca o continuare spre NE și nord a Munților Jura Suabă, de care este despărțită prin valea râului Wörnitz. Altitudinea maximă este de 652 m (vârf Poppberg). Lungimea este de circa 200 km.

Munții Jura se întind aproape de-a lungul întregii granițe vestice ale Elveției, de la Delémont la nord, până aproape de Geneva, la sud. În această regiune se află cantoanele Jura,  Neuchâtel, Berna, Solothurn, Aargau, Basel și Vaud.

## Particularități
Munții Jura au dat numele celei de a doua perioade  a erei mezozoice, anume era jurasică, care se consideră că a început cu aproximativ 200 de milioane de ani în urmă și s-a încheiat acum 145 de milioane de ani. Primul om care a folosit exprimarea "calcare jurasice" pentru a determina rocile caracteristice atât acestor munți, cât și epocii geologice respective a fost celebrul explorator și naturalist german Alexander von Humboldt.
Specifice pentru munții Jura sunt izvoarele carstice, precum și lacurile și peșterile carstice.

## Principale vârfuri de munte
- 1720 m : Crêt de la Neige (Ain, Franța)
- 1717 m : Le Reculet (Ain, Franța)
- 1688 m : Colomby de Gex (Ain, Franța)
- 1679 m : Mont Tendre (Vaud, Elveția)
- 1677 m : La Dôle (Vaud, Elveția)
- 1621 m : Grand Crêt d'Eau (Ain, Franța)
- 1607 m : Chasseral (Berna, Elveția)
- 1607 m : Le Chasseron (Vaud,  Elveția)
- 1588 m : Le Suchet (Vaud,  Elveția)
- 1560 m : Aiguilles de Baulmes (Vaud,  Elveția)
- 1540 m : Grand Colombier(Ain, Franța)
- 1528 m : La Barillette (Vaud,  Elveția)
- 1495 m : Crêt Pela (Jura, Franța)
- 1483 m : Dent de Vaulion (Vaud,  Elveția)
- 1463 m : Mont d'Or (Doubs, Franța)